# Transmeta Corporation
A Transmeta Corporation egy amerikai vállalat, amely alacsony fogyasztású félvezető-alapú technológiák szellemi tulajdonát (intellectual property) értékesíti. 
A Transmeta eredetileg nagyon hosszú utasításszó-alapú (VLIW), "code morphing" technikát használó mikroprocesszorokat gyártott, különös hangsúlyt helyezve az eszközök alacsony fogyasztására. A céget  1995-ben alakította Bob Cmelik, Dave Ditzel, Colin Hunter, Ed Kelly, Doug Laird, Malcolm Wing és Greg Zyner. 2009 januárjában a Transmeta céget megvásárolta a Novafora, amely 2009 augusztusában beszüntette működését.
A Transmeta két x86-kompatibilis CPU architektúrát állított elő, amelyek a Crusoe és a Efficeon processzorokban öltöttek testet. Ezek a processzorok subnotebook-, notebook- és asztali gépekben, blade szerverekben, tablet PC-kben, személyi klaszterekben és olyan csendes asztali gépekben jelentek meg, ahol az alacsony fogyasztás és hőleadás is elsődleges fontosságú.
A cég bevétele 2007 harmadik negyedévében 44 millió USD volt, ebből 43.000.000 USD származott szolgáltatások bevételéből, további 1 millió USD licencbevételekből és befolyó jogdíjakból.

## Története
Az 1995-ben alapított vállalat kezdetben nagyon kevés információt adott céljairól. Weboldaluk 1997 közepén került fel a netre, de körülbelül két és fél évig semmi mást nem tettek közzé, mint a „This web page is not here yet” üzenetet. Fokozatosan azonban a cég elkezdett információkat közölni egy új technológia, a „Code Morphing” bevezetéséről. A technológia lényege, hogy tetszőleges x86-os kódot natív kódra fordítanak, melyet a VLIW processzoruk aztán végrehajt. Abban az időben pletykák keringtek arról, hogy az Intel fejlesztés alatt álló Merced processzora is hasonló technológiát alkalmaz. A Transmeta terméke azonban állításuk szerint egy szuperszámítógép feldolgozási kapacitásával rendelkezett volna, miközben olcsóbb és egyszerűbben gyártható, mint amit a fő riválisok kínálni tudtak.
A Transmeta 2002-ben mutatta be technológiáját, melyet olyan rendkívüli újításként mutatott be, amely forradalmasítja az alacsony fogyasztású mikroprocesszorok piacát. A Transmeta még azt is állította, hogy a hatékonyság (wattonkénti teljesítmény) tekintetében is első helyen áll. A Crusoe processzor gyors áttekintése viszont azt mutatta, hogy teljesítménye egyértelműen elmarad a többitől. Ráadásul a Crusoe kifejlesztése idején nehezen találtak partnereket az alkalmazáshoz. Az Intel és az AMD, a két rivális processzorgyártó, az órajelfrekvencia-verseny mellett, szintén elkezdtek nagyobb hangsúlyt helyezni a CPU-k energiafogyasztásának csökkentésére.
A Crusoe hiányosságait észlelve a Transmeta úgy döntött, hogy sürgősen új CPU-t fejleszt, melynek célja, hogy azonos frekvencia mellett 3-szor erősebb legyen elődjénél. A Transmeta 2003 októberében mutatta be az Efficeont.
Linus Torvalds, a Linux kernel és a Git szoftver megalkotója 1997 és 2003 között a Transmetánál dolgozott.
Még a 2003 augusztusában bemutatott Efficeon sem tudta megmenteni a helyzetet, amelynek szintén nagyon sokáig tartott a fejlesztése. A Transmeta egyre több pénzügyi problémával küzdött, és 2005 elején felmerültek az első pletykák, hogy a Transmeta befejezi a CPU-gyártást, vagy egy versenytárs veszi át azt.
2005. április 1-jén a Transmeta hivatalosan bejelentette, hogy a továbbiakban a jövőorientált technológiák, például a LongRun2 fejlesztésére fog koncentrálni, és profitot szeretne elérni a megfelelő licencek értékesítéséből. A Crusoe és a 130 nm-es Efficeon gyártását megszüntették, de folytatták a 90 nm-es Efficeon gyártását.
2005. május 31-én bejelentették a Crusoe CPU-k eladását a hongkongi székhelyű Culturecom (Culture.com Technology Limited) cégnek.
2006. június 6-án szerződést írtak alá az AMD-vel az Efficeon processzorok AMD általi forgalmazására.
2007. július 7-én az AMD bejelentette, hogy 7,5 millió dollárt fektet be a Transmetába.
2008. augusztus 7-én az Nvidia bejelentette, hogy 25 millió dollárért megvásárolja a LongRun és a LongRun2 nem kizárólagos jogait.
2008. november 17-én a Transmeta felvásárlási megállapodást írt alá a San Diegó-i székhelyű Novaforával. Az akvizíció 2009. január 28-án fejeződött be.
2009. február 4-én az Intellectual Venture Funding LLC megvásárolta a Transmeta teljes szabadalmi portfólióját.
2009 júliusában a Novafora megszüntette üzleti tevékenységét. A Transmeta korábbi alkalmazottait az Nvidia vette át.

## Technológia

### Processzormodellek
- Crusoe
  - TM3200 (korábban TM3120)
  - TM5400
  - TM5500
  - TM5600
  - TM5700
  - TM5800
  - TM5900
- Efficeon
  - TM8300
  - TM8500
  - TM8600
  - TM8620
  - TM8800
  - TM8820